# ناوكي سوغا
ناوكي سوغا (باليابانية: 菅井 直樹) (21 سبتمبر 1984 في ياماغاتا في اليابان – )؛ هو لاعب كرة قدم ياباني سابق كان يلعب كلاعب وسط.

## وصلات خارجية
- ناوكي سوغا على موقع رابطة كرة القدم اليابانية للمحترفين (اليابانية)
- ناوكي سوغا على موقع قاعدة بيانات كرة القدم.إي يو (الإنجليزية)
- ناوكي سوغا على موقع Soccerway.com (الإنجليزية)
- ناوكي سوغا على موقع عالم كرة القدم.نت (الإنجليزية)
- ناوكي سوغا على موقع كووورة